# Змај (фабрика авиона)
Фабрика аероплана и хидроавиона Змај била је југословенска фабрика авиона која је радила у периоду од 1927. до 1946. године у Земуну. Основана је у монтажним баракама 15. марта 1927. године у Земуну у улици Тошин бунар 27, а оснивачи су били инжењер Јован Петровић и индустријалац Драгољуб Штерић.

## Историјат
У почетку се Змај бавио поправком авиона и војно техничких средстава и производњом једноставних резервних делова. Производни простор није допуштао неку значајнију производњу. Тек пресељењем Змаја на нову локацију 1928. године у Карађорђеву улицу у Земуну стичу се услови за озбиљнију индустријску производњу. Формиране су нове радионице, набављене нове машине и примљени нови радници свих специјалности. На тај начин, Змај је могао да одговори захтевима за производњу 32 авиона Арно  са моторима Салмсон од 90 kW (120 КС) и десет школских хидроавиона Арно  са пловцима. Први авиони су испоручени на аеродром Београд већ 17. марта 1928. године, а до краја године реализована је цела наруџбина. Змај је после првог успешног обављеног посла, 1929. године, добио нови технички изазов да изради три ловца Девоатин  металне конструкције.
Следеће, 1930. године израђено у Змају је 20 авиона француске конструкције Гурду Лесер GLb или (GL.22 Type B3) намењених за прелазну обуку пилота-ловаца, а истовремено је преузета производња 15 тренажних авиона Физир-Рајт и три хидроавиона истог типа, који су се касније израђивали и са мотором Јупитер за поморско ваздухопловство Краљевине Југославије.
Године 1930. Аероклуб је наручио од Змаја прва три школска авиона двокрилца Физир ФН са мотором Валтер НЗ од 90 kW (120 КС)., чији је прототип израђен 1929. године у мајсторској радионици инжењера Физира у Петроварадину. Пошто се авион Физир ФН показао као јако добар за обуку спортских пилота у Аероклубу, команда ратног ваздухопловства војске Краљевине Југославије је донела одлуку да замени све до тада коришћене авионе Брандербург и Анрио са Физир ФН (физир наставни), који се показао у лету као врло погодан и за основну обуку пилота у војсци Од 1931. до 1941. године у фабрици Змај је израђено укупно 136 авиона Физир ФН.

## Криза
Током кризе која је била изражена 1932. (Змај је пао на само 15 запослених радника) и до 1935. године управа предузећа Змај је успела да се избори за израду тромоторног авиона Спартан Крузер са седам путничких седишта, који је по британској лиценци 1935. године испоручен Друштву за ваздушни саобраћај „Аеропут“. Поред инжењера Физира у његовој радионици као главни статичар и конструктор радио је инжењер Душан Станков, под чијем је руководству у Змају током 1934. године, у периоду економске кризе из пројекта прелазног двокрилца ФП-1 развијен успели тренажни авион Физир ФП-2 са мотором Гном Рон К-7 и тиме спремало за посткризни период.

## Опоравак Змаја након велике светске економске кризе
Након велике светске кризе, већ од 1936. године, Змај је по програму савременизације војног ваздухопловства направио неколико серија тренажних Физир ФП-2 (укупно 66 примерака). Змај се брзо опоравио већ 1937. године и имао је капитал од 8 милиона динара, а 1939. године 20 милиона основних и 34 милиона динара обртних средстава. Тада је Змај имао укупно око 1.000 запослених радника.
Пред рат, Змај је учествовао у конкурсу за избор домаћег лаког бомбардера. По конструкцији техничког директора фабрике, Станкова и инжењера Дуцића, 1940. године израђен је Змај Р-1 са два мотора Хиспано Суиза 14АБ од по 552 kW (750 КС), мешовите конструкције и са добрим наоружањем, али испитивање овог бомбардера у лету нису била окончана. Током 1940, Змај је израдио и 16 ловаца Хокер харикен МК-1 са мотором Ролс Ројс Меарлок снаге од 770 kW (1.030 КС). Последња два Харикена испоручена су југословенској војсци у току самог Априлског рата 11. априла. 1941. године.

## Други светски рат
У току рата Змај је наставио са радом. Углавном су вршене поправке Немачких и авиона НДХ. Последњих 10 авиона Физир ФН рађено је од 1943. у Змају за потребе ваздухопловства НДХ, али су завршени тек по ослобођењу Југославије. Након ослобођења Земуна 22. октобра 1944. године Змај је радио на одржавању авиона и осталих борбених средстава за потребе Југословенске армије. Сремски фронт је био на 100 km од Земуна, а рат је трајао још 7 месеци. Током 1945. и 1946. године извршена је експропријација, којом је Змај одузет власницима Петровићу и Штерићу и постао је државно предузеће. Део производне опреме и радника Змаја, заједно са фабриком Рогожарски припојени су 1946. године земунском Икарусу као потпуно национализованој ваздухопловној индустрији (Државна Фабрика Авиона). Од тада је Змај престао да ради као Фабрика аероплана и хидроавиона и постаје фабрика пољопривредних машина, чије је искуство у високој технологији, стечено производњом авиона, омогућило динамичан развој пољопривредних машина. За 19 година свога постојања у погонима ове фабрике произведено је 359 авиона. Развијено је и израђено 4 прототипова авиона домаће конструкције а 8 типова авиона је произвођено на основу купљених лиценци
- Изглед локације (2010) Тошин бунар 27 где је 1927. године основан Змај.
- Данашњи изглед (2010) Карађорђеве 18 где су некад били производни погони Змаја

## Производња авиона домаће конструкције
- Физир-Рајт – школски (15 примерака 1930. год.)
- Физир Ф1М-Јупитер – школски (5 примерака хидроавион 1930. год.)
- Физир-Лорен – школски (15 примерака конверзија Мајбах у Лорен 1932. год.)
- Физир ФН - школски (129 примерака ВВ + 4 хидроверзија ПВ + 3 Аероклуб + 1 прототип од 1930. до 1937. год.)
- Физир ФП-1 – школски (1 примерак – прототип 1934. год.)
- Физир ФП-2 – школски (66 примерака 1936. год.)
- Змај Р-1 – вишенаменски авион ловац – бомбардер - извиђач (класа разарачи) (1 примерак – прототип 1940. год.)

- Школски авиона Физир ФН.
- Школски прелазни авион Физир ФП-2.

## Производња авиона по лиценцама
- Арно -320 (фр. Hanriot HD-320) – школски (45 примерка 1928. и 1929. год.)
- Арно  (фр. Harniot HD-41H) – хидроавион (10 примерака 1928. год.)
- Девоатин  (фр. Dewoitine D.27) – ловац (3 примерка 1929. год.)
- Гурду Лесуре  (фр. Gourdou – Leseurre) – ловачки школски (26 примерака 1930. год)
- Хајнкел He-8 – хидроавион (1 примерак 1931. год.)
- Спартан Крузер (енгл. Spartan Cruiser) – путнички (1 примерак 1935. год.)
- Хокер фјури (енгл. Hawker Fury) - (ловачки 16 примерака 1937. год)
- Хокер харикен МК I (енгл. Hawker Hurricane MK I) – ловачки (16 примерака 1940. год.)

- Школски авион Арно HD-320.
- Хидроавион Арно HD-41H
- Девоатин D-27.
- Гурду Лесуре LGL B3 који се производио у Змају 1930. године.
- Путнички авион Спартан Крузер.
- Хајнкел He-8 Хидроавион далекометни извиђач.
- Хокер фјури ЈКРВ произведени у Змај-у
- Хокер харикен МК I